# Рейн – Майн – Дунав
Каналът „Рейн – Майн – Дунав“ (на немски: Rhein-Main-Donau-Kanal, RMD), също Канал „Майн – Дунав“, Европейски канал, е канал в Германия, провинция Бавария.
Съединява реките Майн, приток на Рейн и Дунав. Осигурява речна транспортна връзка между Атлантическия океан, Северно море и Черно море.
Започва от гр. Бамберг, протича през Нюрнберг, Франконската койпер-лиасова равнина и Франконския Алб и се слива с Дунав при гр. Келхайм.
Дължината му съставлява 171 km, ширината е 55 m, а дълбочината – 4 m. Някои участъци на канала са изпълнени във вид на бетонни акведукти.
Каналът е оборудван с 16 шлюза; 11 от тях са разположени в басейна на Рейн и осъществяват покачване от ниво 230,9 m до нивото на вододела 406 m; 5 шлюза са в басейна на Дунав и осъществяват спад от водораздела до 336,2 m.
Първи съобщения за идейния проект се появяват в редовната преса през 1917 г., когато се състои конференция по въпроса за урежданието плаването по Дунав и по усиленото движение на параходи. Тогава е взето решение да се основе съюз за прокарването на канал под председателството на търговската камара в Линц, Австрия. Строителството на канала в днешния вид е започнато през 1960 г. Открит е на 25 септември 1992 г. За строителството на водния път са изразходвани 2,3 млрд. евро.